# 浮舟 (源氏物語)
- 源氏物語 > 源氏物語各帖のあらすじ > 宇治十帖 > 浮舟 (源氏物語)
- 源氏物語 > 源氏物語の登場人物 > 浮舟 (源氏物語)

| 源氏物語五十四帖 |        |    |        |
| 各帖のあらすじ   |        |    |        |
| 帖               | 名     | 帖 | 名     |
| 1                | 桐壺   | 28 | 野分   |
| 2                | 帚木   | 29 | 行幸   |
| 3                | 空蝉   | 30 | 藤袴   |
| 4                | 夕顔   | 31 | 真木柱 |
| 5                | 若紫   | 32 | 梅枝   |
| 6                | 末摘花 | 33 | 藤裏葉 |
| 7                | 紅葉賀 | 34 | 若菜   |
| 8                | 花宴   | 35 | 柏木   |
| 9                | 葵     | 36 | 横笛   |
| 10               | 賢木   | 37 | 鈴虫   |
| 11               | 花散里 | 38 | 夕霧   |
| 12               | 須磨   | 39 | 御法   |
| 13               | 明石   | 40 | 幻     |
| 14               | 澪標   | 41 | 雲隠   |
| 15               | 蓬生   | 42 | 匂宮   |
| 16               | 関屋   | 43 | 紅梅   |
| 17               | 絵合   | 44 | 竹河   |
| 18               | 松風   | 45 | 橋姫   |
| 19               | 薄雲   | 46 | 椎本   |
| 20               | 朝顔   | 47 | 総角   |
| 21               | 少女   | 48 | 早蕨   |
| 22               | 玉鬘   | 49 | 宿木   |
| 23               | 初音   | 50 | 東屋   |
| 24               | 胡蝶   | 51 | 浮舟   |
| 25               | 蛍     | 52 | 蜻蛉   |
| 26               | 常夏   | 53 | 手習   |
| 27               | 篝火   | 54 | 夢浮橋 |

浮舟（うきふね）は、
1. 『源氏物語』五十四帖の巻名の一つ。第51帖。第三部の一部「宇治十帖」の第7帖にあたる。
2. 『源氏物語』に登場する架空の人物。第三部「宇治十帖」後半の最重要人物の一人。

## 巻名
巻名は、薫の庇護を受けていた女が匂宮に連れ出されて宇治川対岸の隠れ家へ向かう途中に詠んだ和歌「橘の小島の色はかはらじをこのうき舟ぞゆくへ知られぬ」（橘の茂る小島の色のようにあなたの心は変わらないかも知れないけれど、水に浮く小舟のような私の身は不安定でどこへ漂ってゆくかも知れません）に因む。
京都大学蔵本、大阪市立大学蔵本、天理大学天理図書館蔵本など、梗概書『源氏小鏡』の中に本巻に「さむしろ」の異名を挙げているものがある。

## 帖のあらすじ
薫27歳の春の話。

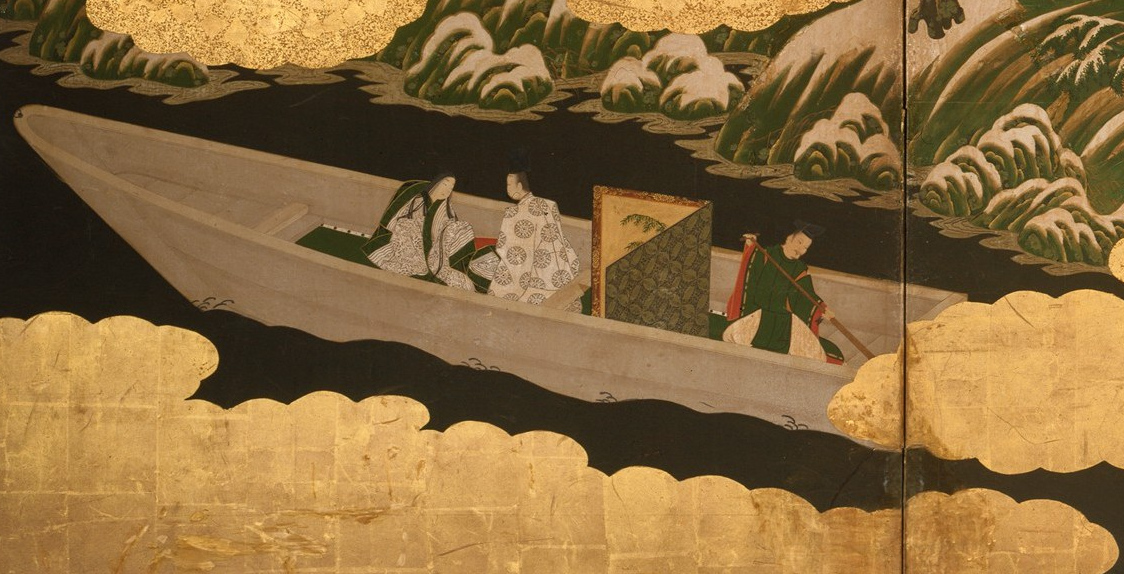
源氏物語図屏風・「浮船」

薫は浮舟を宇治の山荘に放置したまま、訪れるのも間遠であった。一方、匂宮は二条院で見かけた女のことが忘れられない。正月、中君のもとに届いた文を見て女の居所を知った匂宮は、薫の邸の事情に通じている家臣に探らせ、女が薫の囲い人として宇治に住んでいることを知る。匂宮はある夜、ひそかに宇治を訪れ、薫を装って寝所に忍び入り、浮舟と強引に契りを結んでしまう。人違いに気づくも時すでに遅く、浮舟は重大な過失におののくが、淡白な薫と異なって情熱的に愛情を表現する匂宮へと、次第に心惹かれていくのだった。
二月、ようやく宇治を訪れた薫は、浮舟の思い悩むさまを女として成長したものと誤解して喜び、京へ迎える約束をする。宮中の詩宴の夜、浮舟を思って古歌を口ずさむ薫の様子に焦りを覚えた匂宮は、雪を冒して再び宇治に赴き、浮舟を宇治川対岸の隠れ家へ連れ出し、そこで二日間を過ごした。
薫は浮舟を京に迎える準備を進めていた。匂宮はその前に浮舟を引き取ろうと言う。何も知らずに上京の準備を手伝う母中将の君に苦悩を打ち明けることもできず、浮舟は宇治川の流れを耳にしながら物思う。ある日、宇治で薫と匂宮両者の使者が鉢合わせしたことからこの秘密は薫に知られ、薫からは心変わりを詰る内容の文が届いた。薫に秘密を知られてしまい、ショックを受ける浮舟。やむなく、「宛て先が違っている」ということにして、文を送り返した。宇治の邸は薫によって警戒体制が敷かれ、匂宮は焦りを募らせる。
薫に恨みの歌を送られ、匂宮との板ばさみになって進退窮まった浮舟はついに死を決意する。死を間近に、薫や匂宮、母や中君を恋しく思いながら、浮舟は匂宮と母にのみ最後の文を書きしたためた。
鐘の音の絶ゆるるひびきに音をそへて わが世尽きぬと君に伝へよ

## 人物としての浮舟
光源氏の弟である宇治八の宮の三女。宇治の大君、中君の異母妹で、特に大君によく似る。母はかつて八の宮に仕えていた女房・中将の君（八の宮の北の方の姪）で、このため父八の宮から娘と認知されなかった。「宇治十帖」後半の「宿木」から「夢浮橋」の6帖にかけて中心人物として登場し、この部分を「浮舟物語」と呼ぶことがある。
母中将の君の再婚に従い東国へ下り、受領階級の常陸介の継娘として育つ。常陸介からは疎んじられるが、中将の君は数多い子の中でも美しく高貴な血筋の浮舟を大切にし、良縁を願って大切にかしずき育てた。20歳を過ぎたころに中流貴族の左近の少将との縁談が出たが、少将にとっては裕福な常陸介と近づくための政略結婚であり、浮舟が常陸介の継娘と知った少将は実娘の異父妹に乗り換えてしまう。破談で家に身の置き場のなくなった浮舟は、今は匂宮の北の方となった異母姉の中君に預けられ、中君の勧めにより今も亡き大君の面影を追う薫の愛人となった。
浮舟は薫の手で宇治に囲われるが、彼の留守に忍んできた匂宮とも関係を持ってしまい、対極的な二人の貴人に愛される板ばさみに苦しむ。やがて事が露見し、追い詰められた浮舟は自ら死を決意したが果たせず、山で行き倒れている所を横川の僧都に救われる。その後僧都の手により出家を果たし、薫に消息を捉まれ自らの元に戻るよう勧められても、終始拒み続けた。
浮舟を再発見した薫を拒絶して、源氏物語は余韻の尽きない幕切れを迎える。

### 考察
浮舟に話しかける時、薫も匂宮も引歌をしない。これは東国育ちの受領の子で音楽の嗜みもない浮舟が、二人から宮廷的な教養と趣味を身につけていない田舎者として見下され軽んじられていたことの傍証であるとの見方がある。
ただし浮舟自身が詠んだ和歌は多く、源氏物語の中での詠歌の数を人物別に分けて多いものから順に並べると、浮舟は以下のように女性登場人物の中では最も多い。
1. 浮舟 26首
2. 紫の上 23首
3. 明石の御方 22首
4. 玉鬘 20首
5. 宇治の中君 19首
6. 宇治の大君 13首
7. 藤壺 12首
8. 六条御息所 11首
9. 落葉の宮 10首
10. 朧月夜 9首

亡き姉大君の身代わりの「人形（ひとがた）」にしばしば例えられる。「流される」人物である一方、自殺の決意は彼女の自我の芽生えともとれる。

### 登場する巻と呼称
浮舟は直接には以下の巻で登場し、本文中ではそれぞれ以下のように表記されている。
- 第49帖 宿木 君、常陸前司殿の姫君、常陸殿、形代、客人
- 第50帖 東屋 君、客人、姫君、御方、人形、本尊、西の御方、内の御方、娘、常陸守の娘
- 第51帖 浮舟 君、娘、常陸守の娘、女君、御前
- 第52帖 蜻蛉 常陸守の娘、女君、上、宮の御二条の北の方の御妹（おとうと）
- 第53帖 手習 君、姫君、御前、故八の宮の御娘、御妹（おとうと）
- 第54帖 夢浮橋 君、姫君、女人、入道の姫君

#### 浮舟という呼び名
上記に見られるように、源氏物語の本文中ではこの人物は「姫」「娘」「女」などとさまざまに呼ばれるが固有の名称は存在せず、この人物を「浮舟」と呼ぶことは無い。この人物を「浮舟」と呼ぶことは、空蝉、夕顔、末摘花、花散里、玉鬘、真木柱等と同様に「その巻における描写が印象的な人物に巻名を冠して呼ぶ」事例の一つであると言えるが、この「浮舟」の場合やや特殊な事情が存在する。この人物を「浮舟」と呼ぶことについて確認出来る最も早い時期に成立したと考えられる文献は、この人物を「宇治の大将のうき舟の女君」と呼んでいる菅原孝標女の作とされる更級日記である。鎌倉時代初期に成立したとみられる無名草子ではこの人物を「手習の君」と呼んでおり、古系図では最も古くに成立したと見られる九条家本から時代的に新しい天文本に至るまで「てならひの君」と表記されている秋香台本などわずかな例外を除いてほぼ一貫して「手習三君」と表記されている。古注釈書ではこの人物を「手習の君」と呼ぶことが多く、「浮舟」と呼ぶほかに浮舟以外のこの人物が主要な人物として登場する巻の巻名を冠して「手習の君」・「東屋の君」などと呼ばれることもある。「すみれ草」ではこれらについて「一般的でなくわかりにくい」として現在一般的になった「浮舟」という呼称に改めている。

## 浮舟を扱った作品

### 能
- 浮舟（四番目物、執心女物）

### テレビドラマ
- 浮舟 - 1957年4月7日「東芝日曜劇場」内放送、作：北條秀司、出演：松本幸四郎（薫）、守田勘弥（匂宮）、岡田茉莉子（浮舟）

### 映画
- 源氏物語・浮舟 - 1957年、監督・脚本：衣笠貞之助、作：北條秀司、出演：長谷川一夫（薫）、山本富士子（浮舟）、乙羽信子（中君）、市川雷蔵（匂宮） / 平安神宮で撮影[6]
- 源氏物語より『浮舟』 - 1998年、監督：篠田正浩、人形制作・人形舞：ホリ・ヒロシ、声の出演：岩下志麻（紫式部）、葉月里緒菜（浮舟） / 宇治市源氏物語ミュージアム館内で上映されている20分余の人形劇

### 舞台
- 舞踏劇『浮舟と薫の君』 - 1973年、宝塚歌劇団・星組
  - 作･演出：酒井澄夫、出演：安奈淳（薫）、衣通月子（浮舟）、但馬久美（匂宮）/ 宝塚歌劇団の作品については「源氏物語 (宝塚歌劇)」を参照
- 源氏千年夢絵巻　輪舞曲 〜薫と浮船〜 - 2008年、OSK日本歌劇団
  - 作･演出：水口一夫、演出・振付：花柳錦之輔、出演：桜花昇ぼる（薫）、高世麻央（匂宮）、朝香櫻子（浮舟）/ 「レビュー in KYOTO II」の第一部
- 源氏物語千年紀頌 『夢の浮橋』 - 2008年‐2009年、宝塚歌劇団・月組
  - 作･演出：大野拓史、出演：瀬奈じゅん（匂宮）、霧矢大夢（薫）、羽桜しずく（浮舟）

### 楽曲
- 新浮舟 -地歌、箏曲、手事物、 松浦検校作曲、八重崎検校箏手付
- 浮舟 - 2002年、歌：GO!GO!7188、アルバム「鬣」に収録